# Cupid Through Padlocks
Cupid Through Padlocks est un film muet américain réalisé par Allan Dwan et sorti en 1912.

## Synopsis
Le vieux Bob Langfall est le père de deux jolies filles. Jim et Charley Bradley les rencontrent par hasard, mais cela ne plaît pas du tout au paternel qui les chasse à coups de fusil. Or, la mère Bradley est veuve et le vieux Bob a perdu sa femme…

## Fiche technique
- Réalisation : Allan Dwan
- Date de sortie : États-Unis : 6 juin 1912

## Distribution
- J. Warren Kerrigan : Jim Bradley
- Pauline Bush : la fille aînée de Langfall
- Marshall Neilan : Charles Bradley
- Jessalyn Van Trump : la fille cadette de Langfall
- George Periolat: Bob Langfall
- Louise Lester : la veuve Bradley